# Ash-Shihr
Ash-Shihr (en árabe: ٱلشِّحْر‎, romanizado: al-Shiḥr), también conocida como al-Shir o simplemente Shihr, es una ciudad costera en Hadhramaut, al este de Yemen.
Ash-Shihr es una ciudad amurallada ubicada en una playa de arena. Hay fondeadero pero no muelles; Se utilizan barcos. La principal exportación es el aceite de pescado . La ciudad está dividida en dos por un wādi (cauce seco del río) llamado al-Misyāl. El barrio occidental se llama Majraf y el oriental al-Ramla. A partir de 1997 tenía varios zocos (mercados): el Sūq al-Lakham, Sūq al-Hunūd, Sūq Shibām, etc.

## Historia

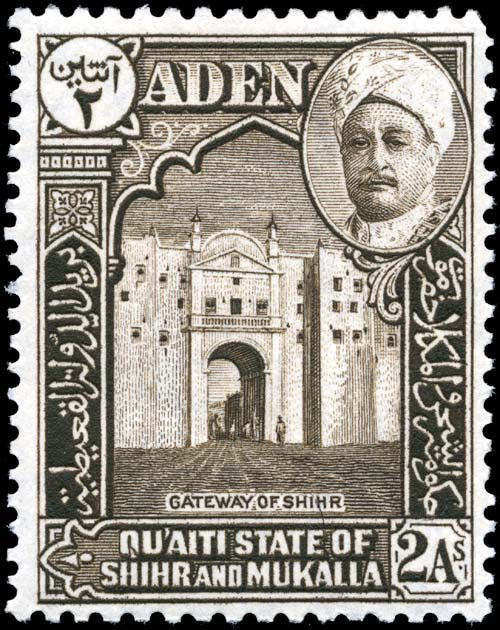
Puerta norte de Ash Shihr en un sello emitido en 1942

La historia de ash-Shihr (anteriormente también al-Asʿāʾ) se remonta hasta aproximadamente el año 780 d. C. Era un puerto importante en la ruta comercial del incienso como exportador de incienso a lugares tan lejanos como China. Ibn Khurradādhbih llama al área alrededor de ash-Shihr bilād al-kundur, Tierra del Incienso. También era conocido por su ámbar gris, ʿanbar Shiḥrī. Fue el puerto principal de Hadhramaut hasta que fue reemplazado por Mukalla en el siglo XIX.
La producción de cerámica local en Yadhghat se exportaba a través de ash-Shihr, posiblemente ya en el siglo X. En 980, los exiliados persas fundaron el entrepôt de Sharma en la costa de ash-Shihr. Estos puertos rivales se mencionan juntos en obras de geografía islámica medieval. Escribiendo en 985, al-Muqaddasī registra que Sharma y ah-Shihr eran dependencias de la dinastía Ziyadid . Alrededor de 1150, al-Idrīsī escribió que Sharma y ash-Shihr eran escalas en la ruta de navegación de Adén a Mirbāṭ y tenían aproximadamente un día de diferencia. Alrededor de 1300, al-Dimashqī señaló que Sharma y ash-Shiḥr eran los dos puertos de Hadhramaut. Ash-Shihr también es mencionado por Ibn Khaldun en su al-Muqaddimah.
Políticamente, ash-Shihr ha estado bajo los Ziyadids (818–981), los Banū Maʿn (siglo XI), los Rasulids (1228–1454) y los Tahirids. Después de un corto tiempo, este último lo perdió ante el sultanato de Kathiri bajo Badr ibn Tuwayriq en 1462. En el siglo XVI fue atacada varias veces por los portugueses, que la llamaron Xaer o Xael. Todavía hay tumbas a lo largo de la costa que se dice que son de víctimas de los portugueses.
Más tarde, ash-Shihr se convirtió en una de las tres ciudades principales del Sultanato de Qu'aiti, antes de que se formara un Yemen unificado, siendo las otras dos Mukalla y Shibam.
Carsten Niebuhr visitó Ash-Shihr en el siglo XVIII.
Los yemeníes que emigraron al este de África y sus descendientes son conocidos como Shihiris, porque la mayoría de ellos se trasladaron a través del puerto de ash-Shihr.

## Otras lecturas
- Serjeant, RB "Los puertos de Adén y Shihr (período medieval)". Recueils de la Société Jean Bodin 32 (1974): 207–224.
- Sitio web oficial del Al-Qu'aiti Familia Real de Hadhramaut

- Datos: Q286843
- Multimedia: Ash Shihr / Q286843